# 文仙尼 (巴西足球運動員)
亚历山德罗·法奥勒·阿曼迪诺（葡萄牙語：Alessandro Faiolhe Amantino，[ɐləˈsɐ̃dru faˈjɔʎi ɐmɐ̃ˈtʃinu]，1980年8月1日—），通常稱為曼奇尼（Mancini，[mɐ̃ˈsinʲi]），是一名巴西足球運動員，曾经效力于意甲球隊羅馬、國際米蘭、AC米蘭、巴西米內羅競技队。
曼奇尼運球出眾，而且可以出任多個足球位置，在職業生涯早段主要擔當右後衛，效力羅馬隊時發掘了他的攻擊能力，擔任右中場或翼鋒。

## 足球事業
文仙尼的足球事業於巴西國內球隊明尼路 開始，亦曾效力波圖基沙及聖卡坦奴。
2002年，文仙尼代表巴西隊比賽時，獲弗兰科·巴尔迪尼（Franco Baldini）發掘，文仙尼決定出國發展，與意甲球隊羅馬簽約，並外借至意乙的威尼斯吸收經驗。
文仙尼代表威尼斯上陣13次，被羅馬收回己用，代替轉會至AC米蘭的同鄉卡富。羅馬失去他們的「il Pendolino」－卡福之後，極需一名球員頂上他的位置。但文仙尼早期的表現並不令人信服，很多羅馬球迷質疑他的能力。當時的主教練卡比路仍信任他，最終文仙尼在意甲首個賽季表現出色，對拉素的羅馬打吡更表視了後跟傳球玩弄對手。後來的兩季，文仙尼已經是羅馬隊的主力。2005年，他差點轉會至意甲豪門祖雲達斯，因提拔他的卡比路轉任該隊的主教練。但新任的主教練卢西亚诺·斯帕莱蒂阻止了這宗轉會，希望文仙尼留下擔任翼鋒。
在斯帕莱蒂的指導下，文仙尼的發揮出眾，成為羅馬隊不可或缺的一員。2006年的意甲醜聞令羅馬隊獲得了參加歐洲冠軍聯賽的資格，令文仙尼有機會參加最高水平的賽事。在2006/07賽季歐洲冠軍聯賽中，文仙尼對法國里昂隊的表現令人留下深刻印象，他在左路面對著里昂守衛安东尼·雷维耶，以連串精彩插花晃過對手的進球，助球隊勝2-0晉級。同年，文仙尼贏得在意大利踢球首項錦標，羅馬隊在2006年意大利盃擊敗國際米蘭奪標。
2007-08賽季，文仙尼射入8球，助羅馬在歐聯晉身八強，並助球隊奪聯賽亞軍。
2008年7月15日，文仙尼加盟國際米蘭並簽下4年合約，穿上33號球衣。
2009/10下半季，文仙尼被外借至同市球會AC米蘭。
2010/11文仙尼其後返回巴甲明尼路效力。

## 個人生活
文仙尼於2010年12月犯下強姦罪，被判兩年零八個月監禁。